# Замок Хундисбург

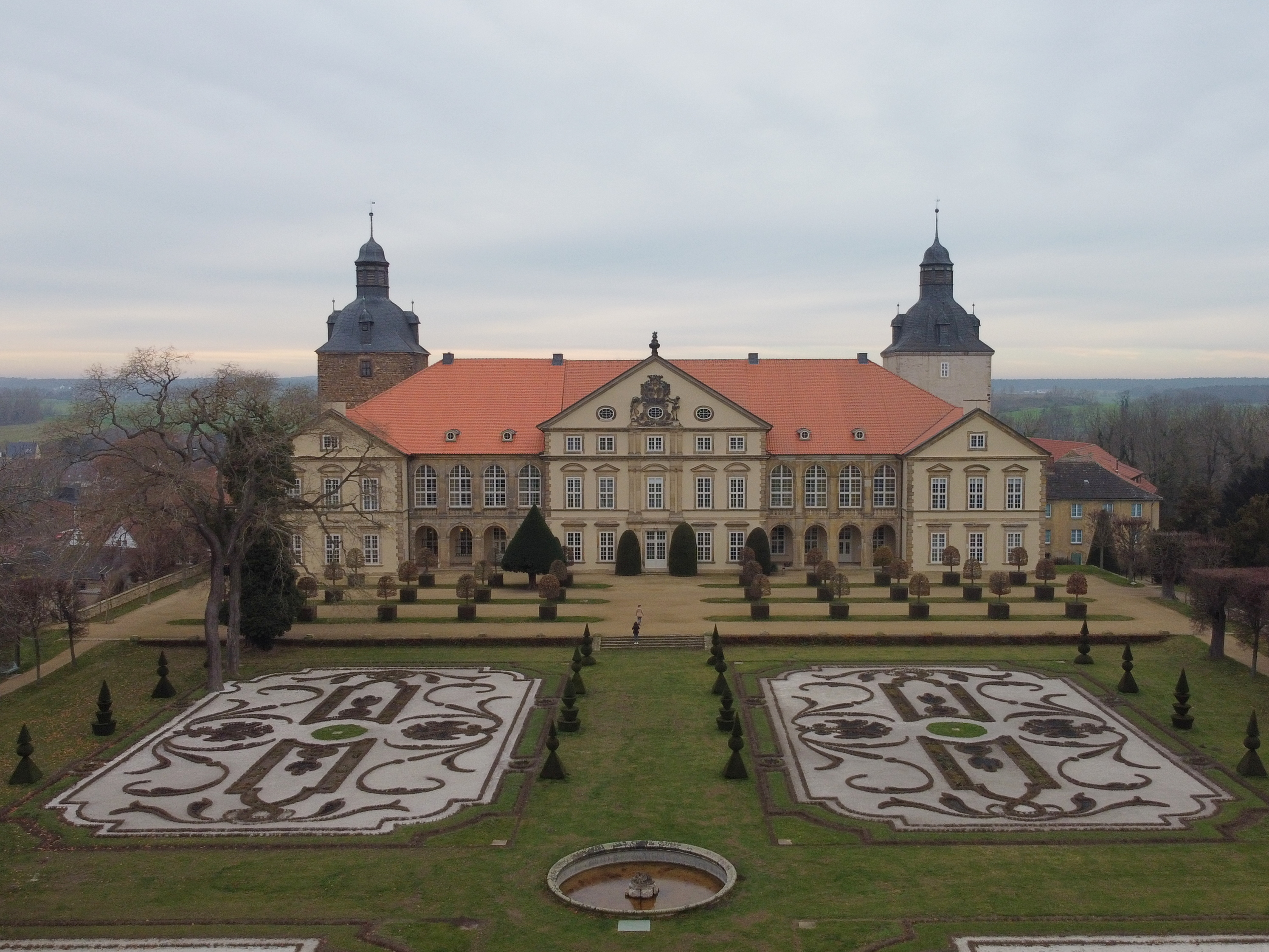
Замок Хундисбург, парк-/спереди

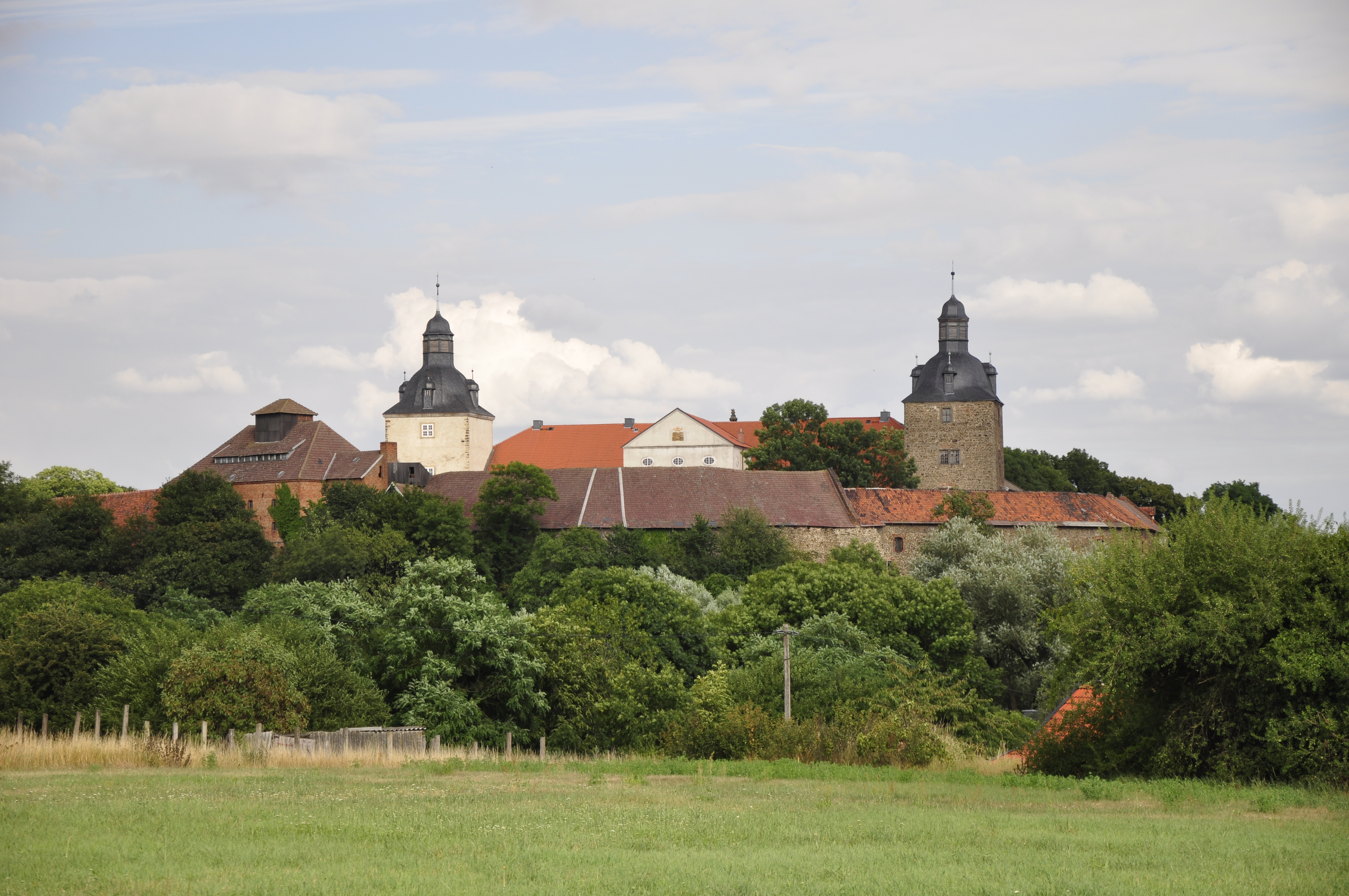
Вид сзади с двора фермы

Замок Хундисбург (нем. Schloss Hundisburg) — один из наиболее значимых замков в стиле барокко в Саксонии-Анхальт,на юге города Хальденслебена. 28 ноября 1945 года в результате пожара был частично разрушен и в данный момент находится на реконструкции.

## Собственность
Первоначально стоял на месте другого средневекового замка, приобрел замок с принадлежащими к нему деревнями архиепископ магдебургский Лудольф между 1196 и 1205 годами для епископства. В 1452 году Хундисбург перешёл во владение семьи Альвенслебен. Развивался в XVI веке до замка в стиле Ренессанс. Во время Тридцатилетней войны замок был разрушен, восстанавливался сначала в обычном стиле. В 1693 году произошёл демонтаж и реконструкция замка и сада в барочном стиле благодаря брауншвейгскому мастеру земледелия Герману Корбу, который возвращался к проектам своего предшественника Иоганна Балтазара Лаутербаха. Обнаруживали великолепие садов и лугов под стать княжеским резиденциям. С экономической гибели семьи Альвенслебен следовало изменение владельца: Предприниматель Иоганн Готтлоб Натузиус купил земельный участок с замком и интегрировал его в регион Альтальденслебен-Хундисбург. С 1831 года владел замком его сын Герман Энгельхард Натузиус, в своё время известный агроном и зоолог. Последний владелец замка был Готлоб Карл фон Натузиус. После окончания Второй мировой войны замок служил казармой для советских солдат. Они вызвали пожар, от которого пала жертвой самая большая часть главного корпуса.

## История строительства

### Происхождение и археологические сведения
Хундисбургская замковая гора — это значительно выраженная «шпора территории», которая образуется встречей двух долин. Археологические находки указывают на заселение уже в эпоху неолита. Гора таким образом, уже на ранней стадии была укреплена. Структурное происхождение замка берет с начала XII века, на почти круглом плане на вершине «шпоры» построенный замок Хунольдесбург. Из этого времени большая часть окружной стены и главная башня крепости сохранились. Ещё три каменных строения можно увидеть вдоль внутренней стороны окружной стены, отчетливо видно в южной части замкового амбара. До сих пор внутреннею структуру двора, а также место расположения средневековой замковой часовни однозначно не могли выяснить. Замок вероятно, был разделен, котлованом в области более позднего Верхнего декоративного парка пред-поселения замка, которое нашлось при устройстве барочного сада в 1704 году на замковой горе в области более позднего Верхнего декоративного парка.

### Функции и снос в XVI веке
Замок был в суверенном владении и служил архиепископству Магдебург для территориальной защиты и контроля старой военной дороги. Осады происходили в 1213 году со стороны императора Оттона IV, в 1278 году герцогом Альбертом I Брауншвейгом и в 1319 году князем Генрихом фон Мекленбургским кончались в обоих последних случаях захватом замка. Часть замка была передана епископским инспекторам. В 1361 году замок Хундисбург стал наследственным перешёл к братьям Альверих и к Людвигу Ванцлебен, в 1452 году в семье Альвенслебен, Лудольф X стал развивать замок в несколько строительных этапов до замка эпохи Возрождения.
В 1544 «Старый замок», к север от крепости смежно соединялся в главную башню крепости, в 1568 в главной башни крепости развивалась вогнутость междуэтажных перекрытий как жилая башня и с 1571 на южной стороне замкового двора сооружалась «Новое произведение» . Новая замковая часовня была построена в 1602 году. Более поздние архитектурные исследования показывают, что «Старый замок» состоял из минимум двух трехэтажных крыльев здания и присоединялся на север и на востоке к главной башни крепости.
У помещений в главной башни крепости есть частично сохранившиеся остатки стенной окраски которая разоблачает классификацию поверхностей стены с колоннами и карнизом, далее орнаментальное обращение площадей подвала. Остатки «Старого замка», это значит наружные стены, а также там занесенные косяки двери так же сохранились в строительном элементе барочного замка, как оба нижних этажа «Нового произведения» на южной стороне замкового двора, которые интегрировались в единообразно оформленную придворную застройку края из 18-го столетия. Так же, в случае замка это предотвращает многокомпонентное формование всего комплекса в барокко и открывает полную картину у вида замка эпохи Возрождения. Наличие и положение старых замковых садов, тем не менее, конечно известно. Декоративный парк и огород лежали между замковой горой, старый декоративный парк вместо более позднего поддвора и огороды к западу оттуда ниже замка. Для старого декоративного парка существует проект хранящийся в архиве замка к первому этажу узла, который дальше, нельзя локализовать.

### Тридцатилетняя война и последствия

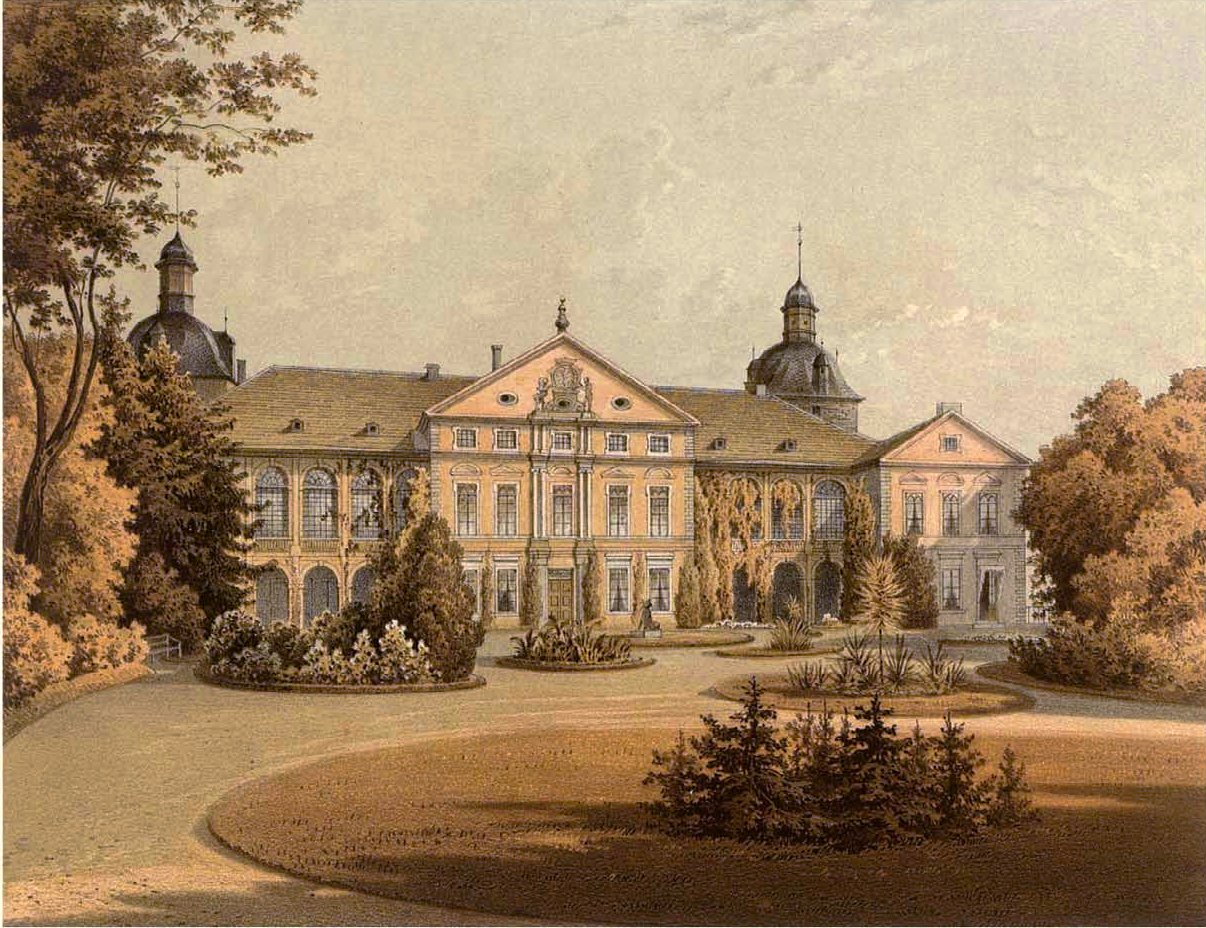
Литография замка 1857—1859, коллекция Александра Дункера

Тридцатилетняя война вовлекала в беду замок. Хундисбург пострадал особенно в 1630 году, когда замок был штаб-квартирой при осаде Хальденслебена. Лишь в 1654 году необходимые ремонтные работы закончились с размещением существующей сегодня Франко-швейцарского капота
на главной башни крепости. В 1691 году Иоганн Фридрих II из семьи Альвенслебен получил замок по наследству и спустя 2 года начал реконструкцию и строительство дворца и садов вдоль линий Брансуик летней резиденцией замка. Строительство замка продолжалось до 1712 года сад был закончен в 1719 году. Исполнительным архитектором был Герман Корб, мастер земледелия герцога Антона Ульриха фон Брауншвайг-Вольфенбюттеля. Планирование для реконструкции происходило по проекту, уже умершего в 1694 году Иоганна Балтазара Лаутербаха, который соорудил уже главный корпус. Отделочные работы были сделаны Якобом Перинцитти по приказу герцога.

### Сад
Сад в стиле барокко был создан на террасе замкового холма, с перемещением некоторых дворов села от замка, новый сад был расположен с середины XVIII века на своей конструкции . Сад был богато украшен, статуя, лабиринт и сад театр, гроты, фонтаны и обширная коллекция экзотических растений, замок с великолепным садом был уникальным для этого региона. Мастер садовник для работы в новом саду проходил подготовку. Архитектурная структура сада подверглась на протяжении последних трех столетий сильным изменениям, больше чем здание замка. После первоначального строительства, сад переделывается в 1811 году Иоганном Готлибом Натузиусом. Сад стал ядром через который старый город Хальденслебен и Хундибург соединялись сетью ландшафтных парков и где везде чувствовался стиль 19-го века. Тем не менее оставались могучие подструктуры, системы и, следовательно, земляное подразделение и проспекты существовавшими с основными компонентами старого сада.
После 1945 года сад был полностью заброшен. На месте основании верхних прогулочных садов было, футбольное поле. Поскольку первоначальный облик сада, и его история, была хорошо исследована и документирована, то меры по реконструкции замка и сада были приняты только в 1991 году. Кроме того, по истечении времени замок был уже оставлен, главном корпус замка был сожен в 1945 году, но был реконструирован вместе с северной башней в их прежнем виде. Сегодня замок и сад в стиле барокко, принадлежат к сети садам Саксония -Анхальт .

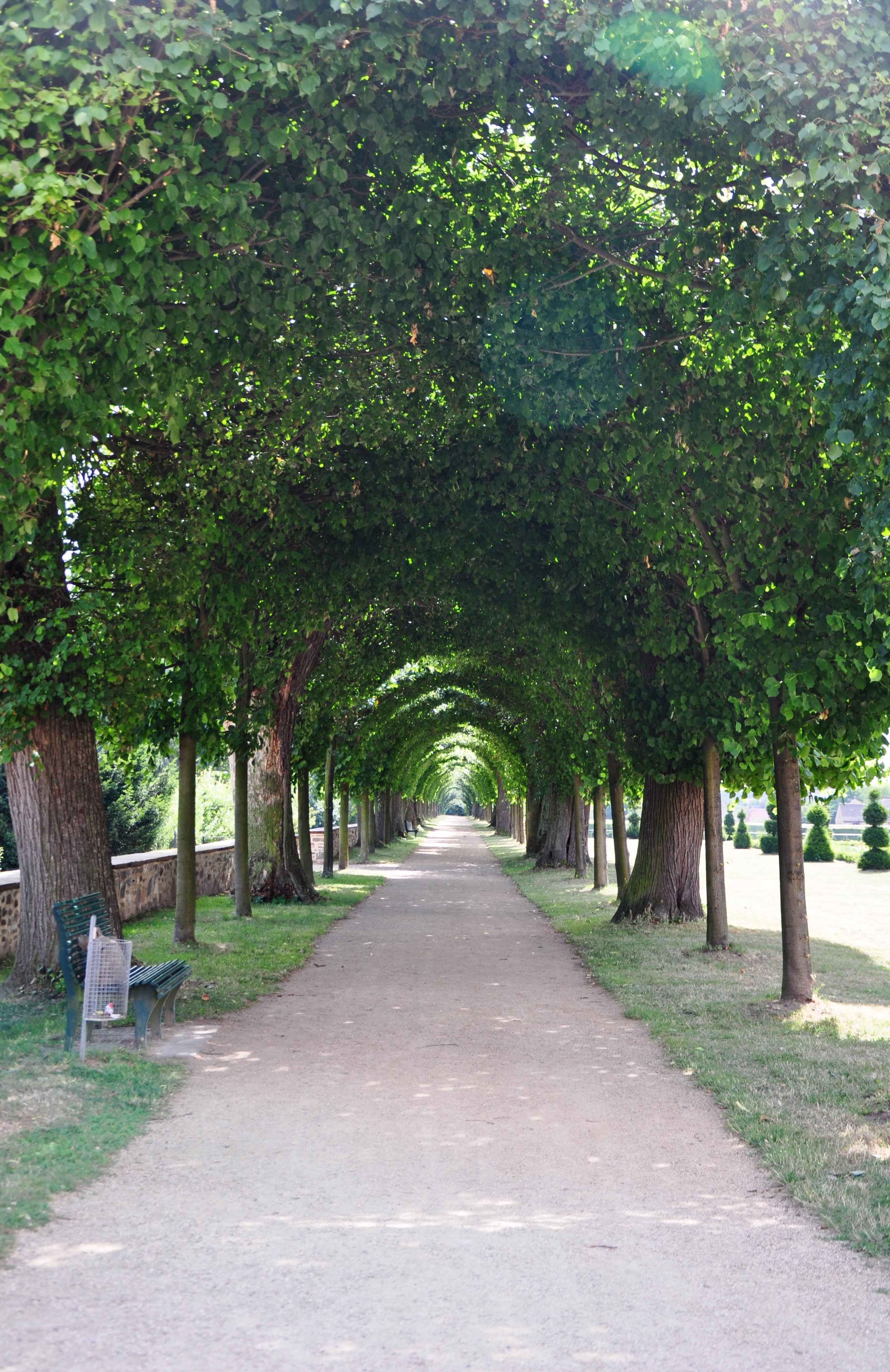
Авеню в парке 2010
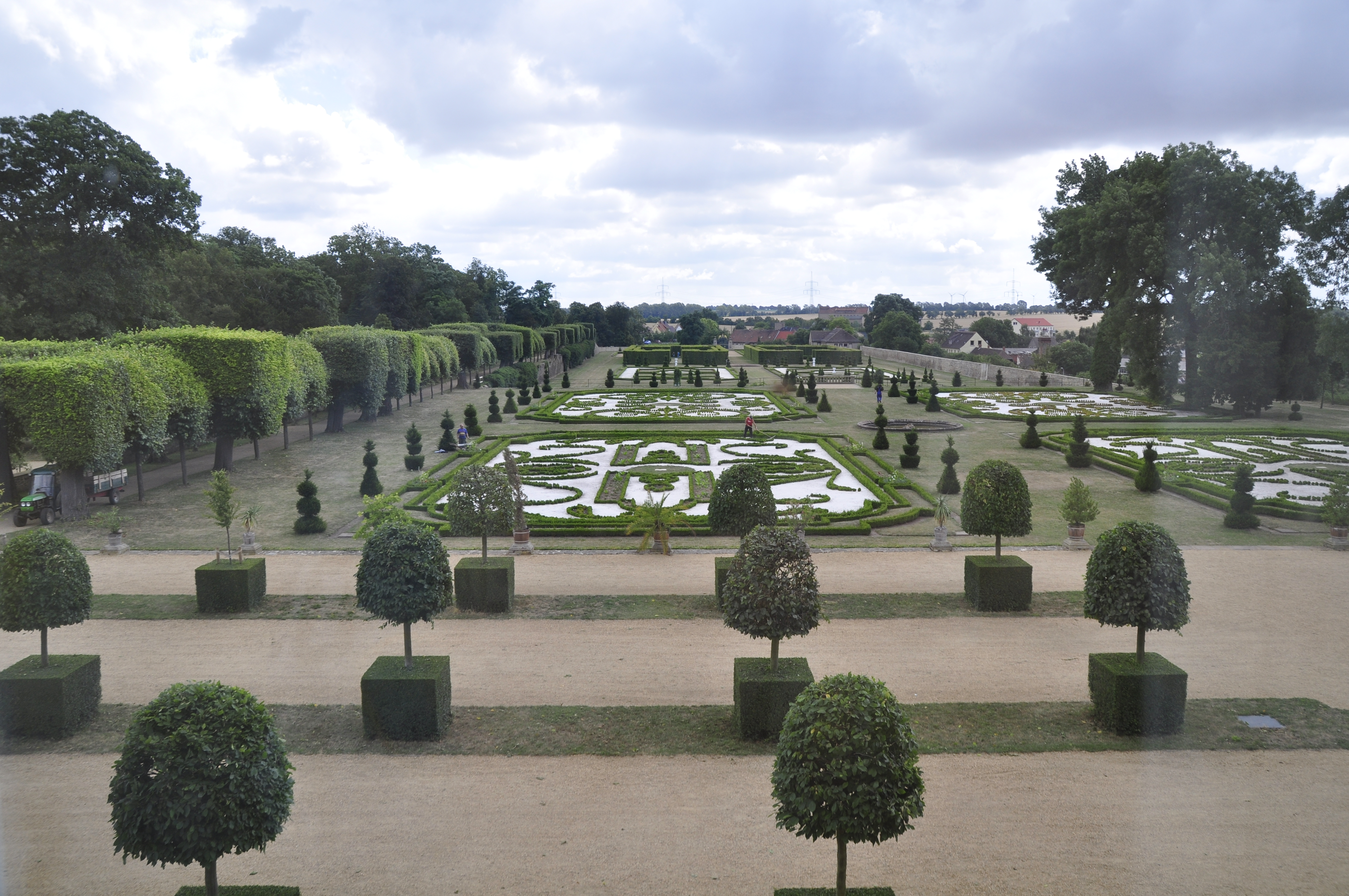
Вид из замка,1 этаж, лето 2010
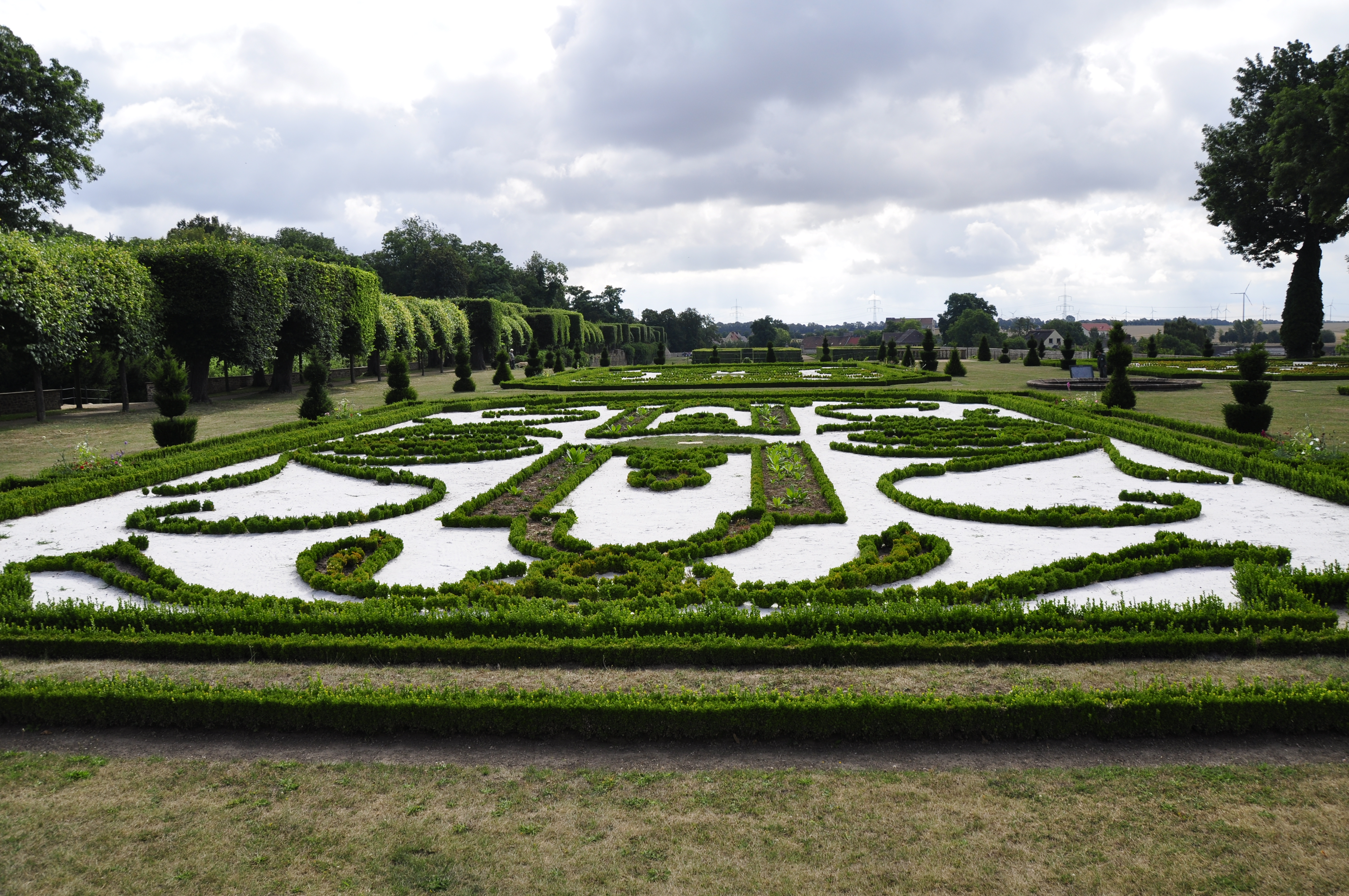
Вид из замка, 2010
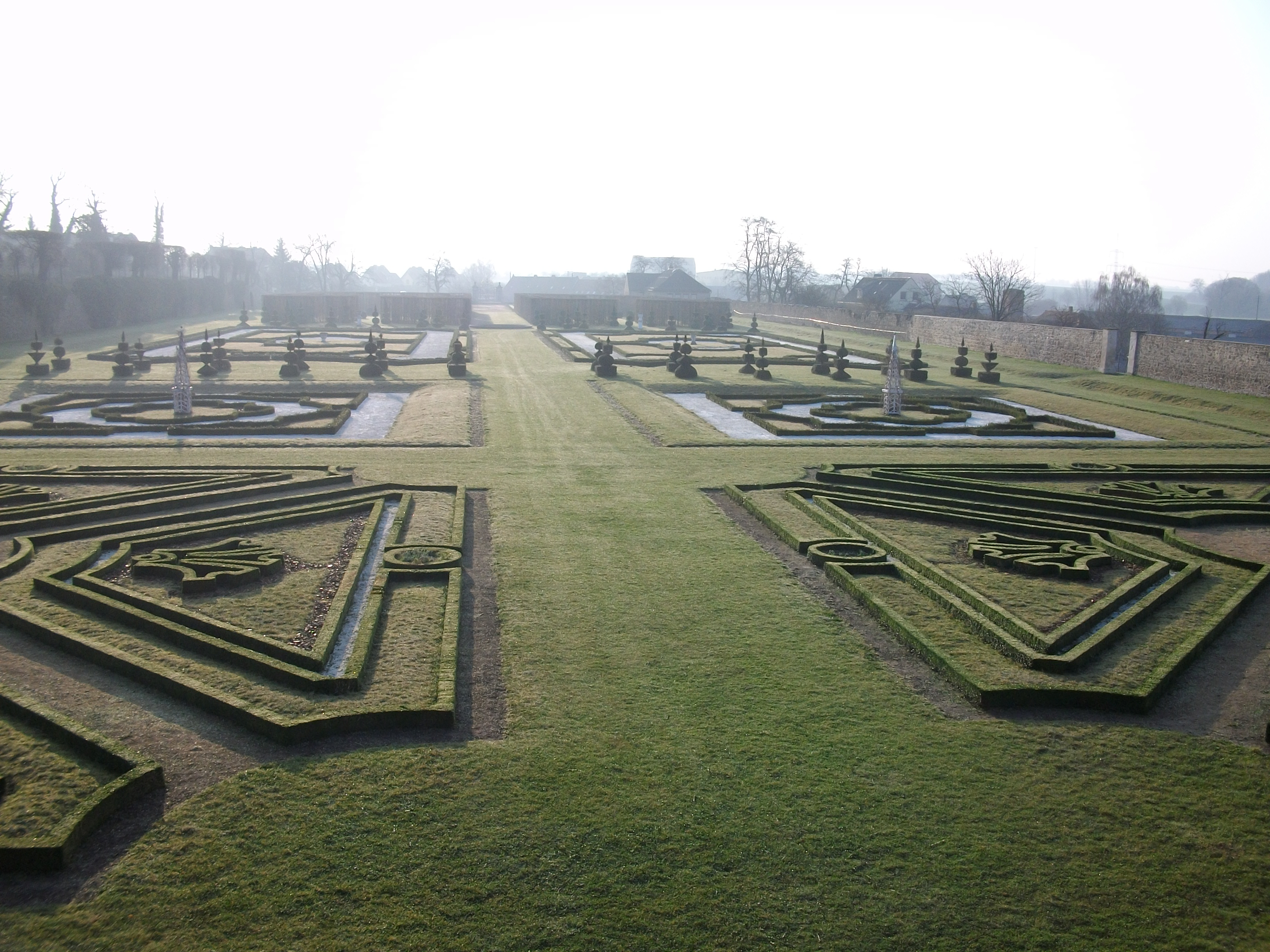
Вид из замка,2009

### Восстановление
В 1960-х годах попытка реконструкции оказалась неудачной. Замковые здания и вспомогательные сооружения были использованы фермой и относились к государственной собственности, до 1991 года. В 1994 году администрация города Халденслебен приобрела замок и сад, с ландшафтным парком, размером в 100 акров, который так же является историческим культурным памятником. В отличие от замкового сада в стиле барокко, парк создавался в стиле английского ландшафтного сада. Главный элемент дизайна представляет собой серию параллельно установленных, групп деревьев разделенных луговых пространством, которые соединены линиями зрения. С момента приобретения Замка и паркового комплекса по городу это восстановит в общей практики сохранения. В 2011 и 2012 годах был восстановлен пивоваренный завод, на котором снова стали варить пиво на историческом месте.

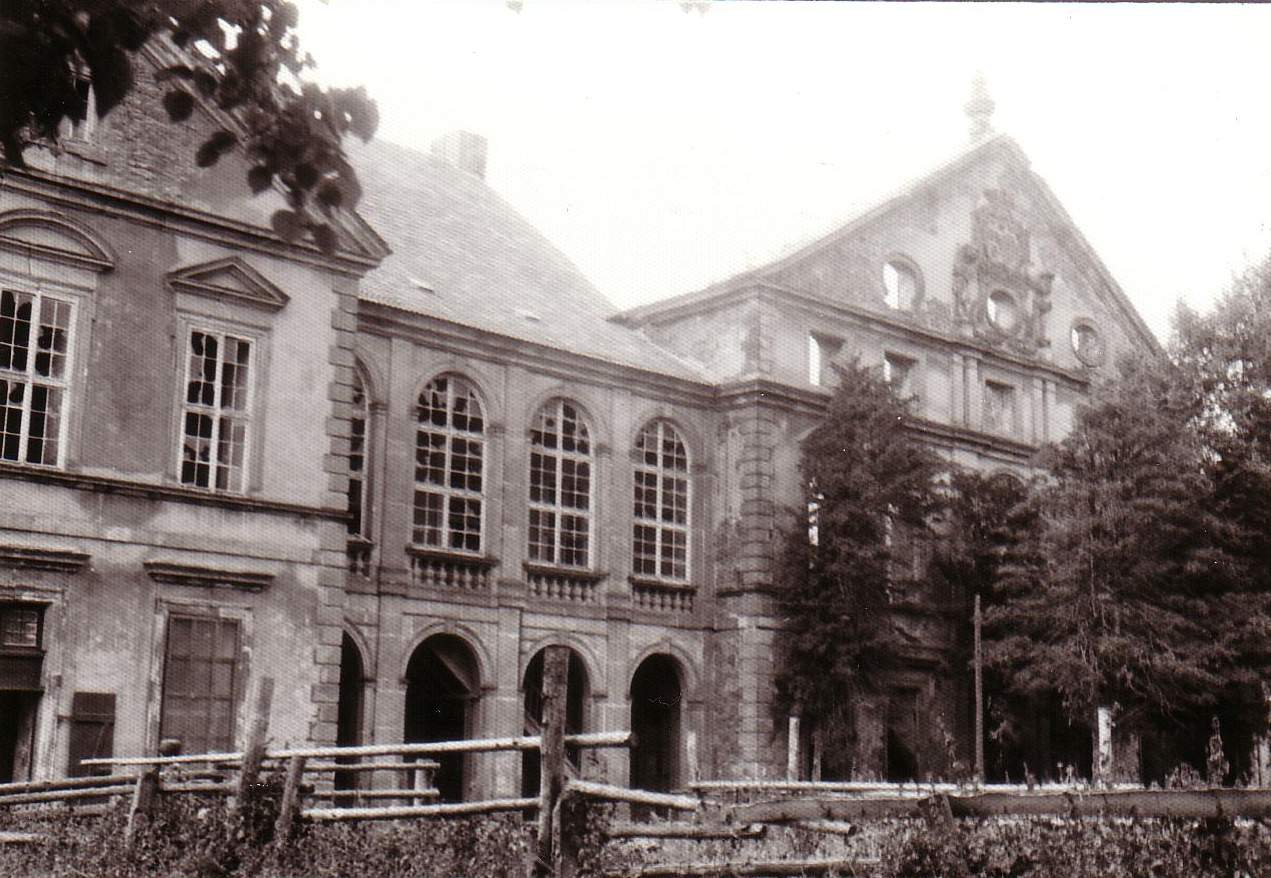
Руины замка около 1980
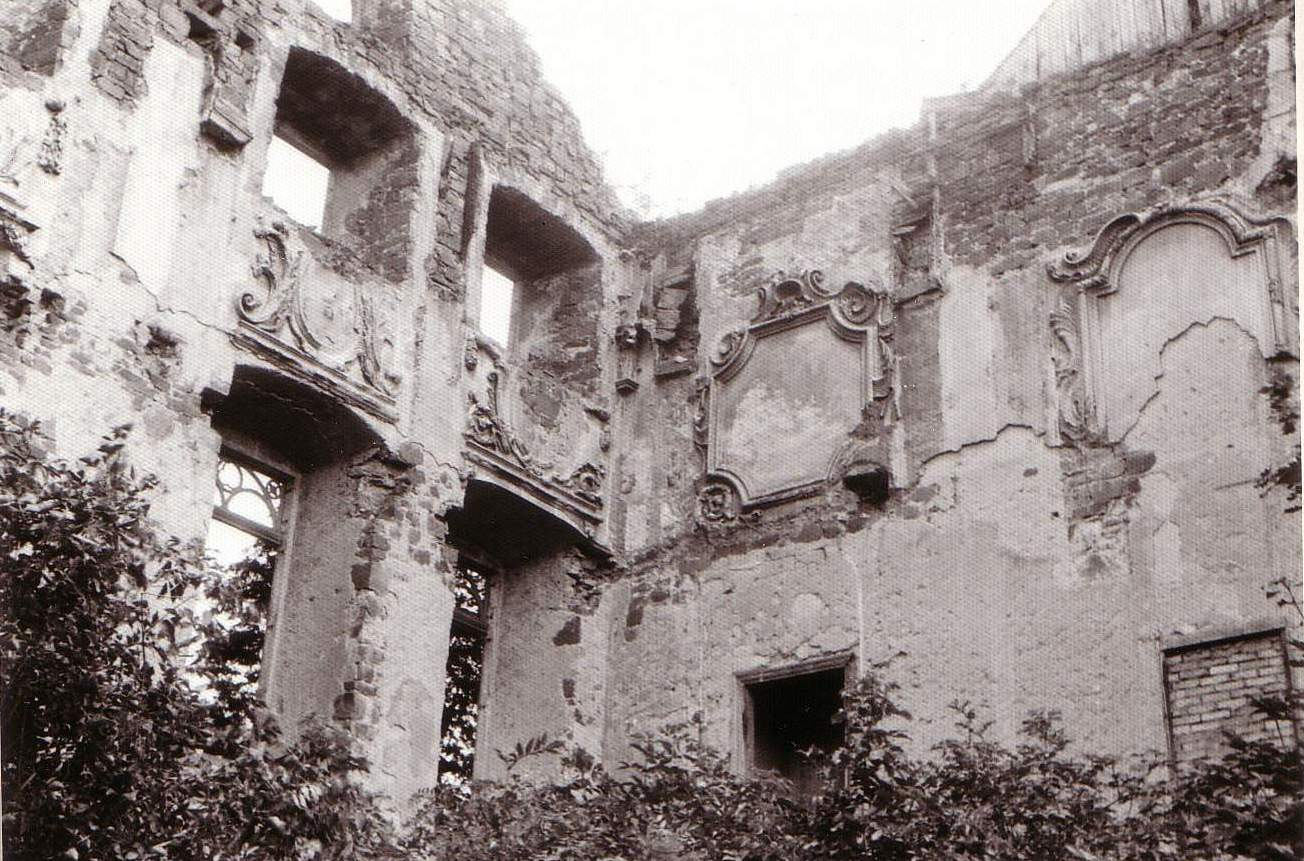
Разрушенный пивоваренный завод замка Миттельбау, бывшая лестница, около 1980
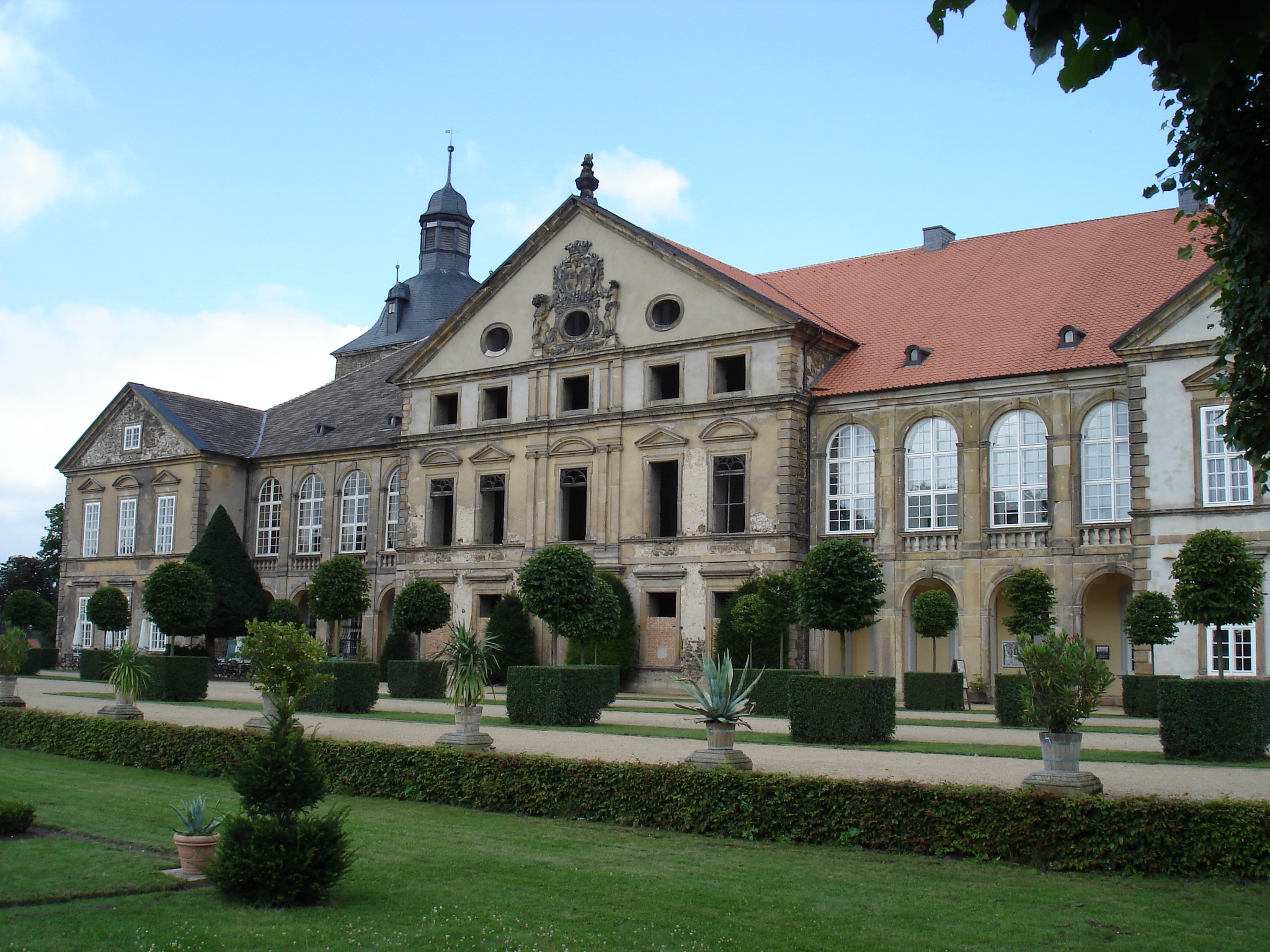
Частично отреставрированный замок, фасад в 2005
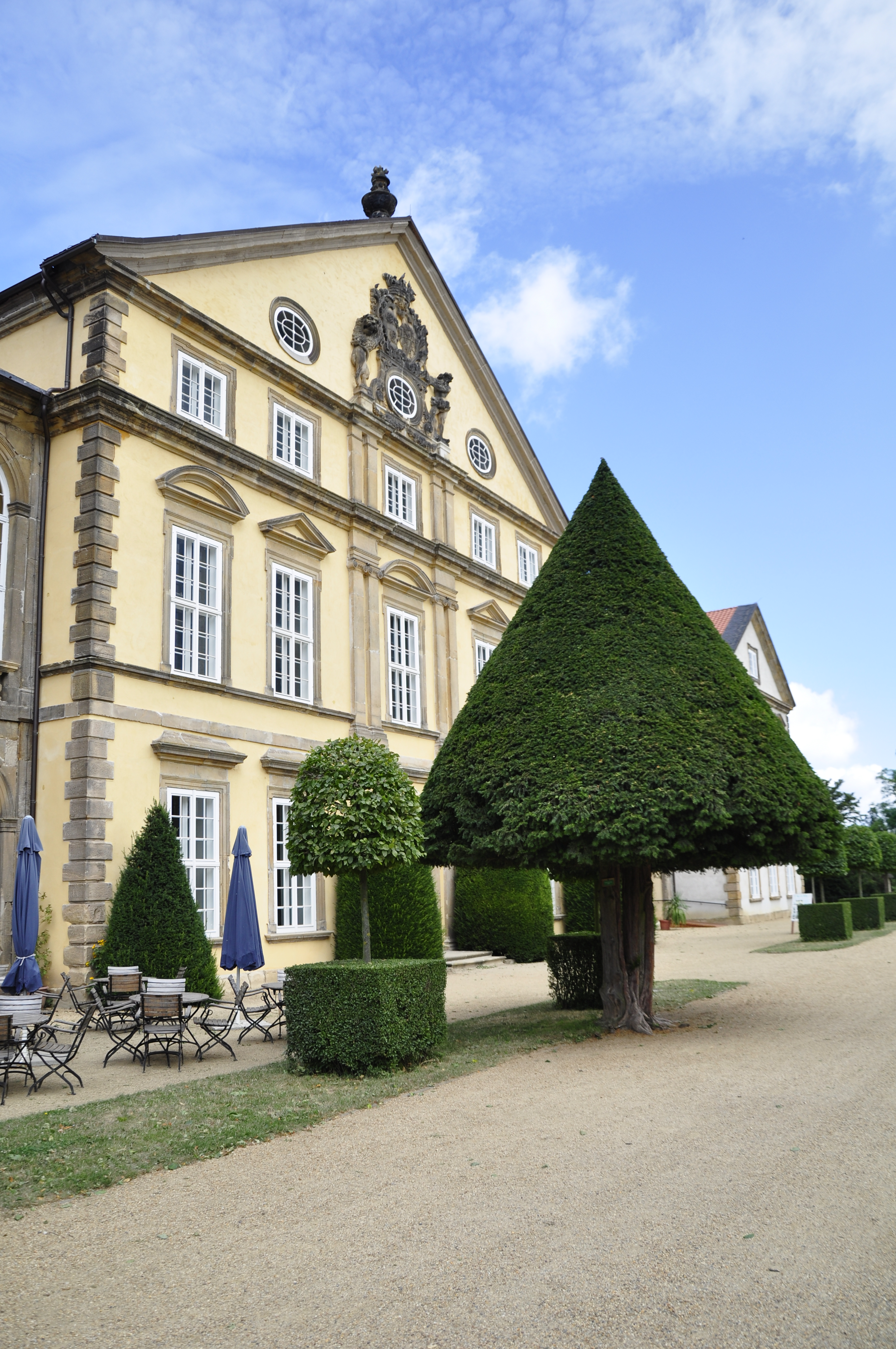
Миттельбау летом 2010